# Mistrzostwa Afryki w Piłce Ręcznej Kobiet 2006
Mistrzostwa Afryki w piłce ręcznej kobiet 2006 – siedemnaste mistrzostwa Afryki w piłce ręcznej kobiet, oficjalny międzynarodowy turniej piłki ręcznej o randze mistrzostw kontynentu organizowany przez CAHB mający na celu wyłonienie najlepszej żeńskiej reprezentacji narodowej w Afryce. Odbył się w dniach 10–20 stycznia 2006 roku w Tunezji.
Spotkania zostały rozegrane w trzech halach w trzech tunezyjskich miastach. Losowanie grup odbyło się 18 grudnia 2005 roku. Z powodu wycofania się trzech zespołów, organizatorzy byli zmuszeni do zmiany systemu rozgrywek.
Tytułu zdobytego w 2004 roku broniła reprezentacja Angoli, której po raz piąty z rzędu udało się wywalczyć mistrzostwo kontynentu. Awans na MŚ 2007 uzyskały medalistki turnieju.

## Uczestnicy
- Grupa A
  -  Kongo
  -  Wybrzeże Kości Słoniowej
  -  Kamerun
- Grupa B
  -  Angola
  -  Tunezja
  -  Demokratyczna Republika Konga
  -  Gabon

## Faza grupowa

### Grupa A
| 12 stycznia 200616:30 | Kongo | 31:18(11:9) | Kamerun | Salle de l’Ariana, Arjana |
| 12 stycznia 200616:30 |       | 31:18(11:9) |         | Salle de l’Ariana, Arjana |

| 14 stycznia 200616:30 | Kongo | 28:23(16:11) | Wybrzeże Kości Słoniowej | Salle de l’Ariana, Arjana |
| 14 stycznia 200616:30 |       | 28:23(16:11) |                          | Salle de l’Ariana, Arjana |

| 16 stycznia 200616:30 | Wybrzeże Kości Słoniowej | 27:27(15:14) | Kamerun | Salle de l’Ariana, Arjana |
| 16 stycznia 200616:30 |                          | 27:27(15:14) |         | Salle de l’Ariana, Arjana |

### Grupa B
| 10 stycznia 200616:30 | Tunezja | 39:17 | Gabon | Palais des sports du 14-Janvier, Radis |
| 10 stycznia 200616:30 |         | 39:17 |       | Palais des sports du 14-Janvier, Radis |

| 11 stycznia 200614:30 | Angola | 55:12(28:7) | Gabon | Palais des sports du 14-Janvier, Radis |
| 11 stycznia 200614:30 |        | 55:12(28:7) |       | Palais des sports du 14-Janvier, Radis |

| 12 stycznia 200616:30 | Angola | 40:21(18:11) | Demokratyczna Republika Konga | Palais des sports du 14-Janvier, Radis |
| 12 stycznia 200616:30 |        | 40:21(18:11) |                               | Palais des sports du 14-Janvier, Radis |

| 14 stycznia 200616:30 | Tunezja | 26:12(16:5) | Demokratyczna Republika Konga | Palais des sports du 14-Janvier, Radis |
| 14 stycznia 200616:30 |         | 26:12(16:5) |                               | Palais des sports du 14-Janvier, Radis |

| 16 stycznia 200616:30 | Angola | 21:21(10:8) | Tunezja | Palais des sports du 14-Janvier, Radis |
| 16 stycznia 200616:30 |        | 21:21(10:8) |         | Palais des sports du 14-Janvier, Radis |

| 16 stycznia 200620:30 | Demokratyczna Republika Konga | 31:23(12:10) | Gabon | Palais des sports du 14-Janvier, Radis |
| 16 stycznia 200620:30 |                               | 31:23(12:10) |       | Palais des sports du 14-Janvier, Radis |

## Faza pucharowa

### Mecz o miejsca 5–6
|  | Mecz o 5. miejsce             |    |
|  |                               |    |
|  | Kamerun                       | 31 |
|  | Demokratyczna Republika Konga | 27 |

| 19 stycznia 200614:30 | Kamerun | 31:27(12:13) | Demokratyczna Republika Konga | Palais des sports d'El Menzah, Tunis |
| 19 stycznia 200614:30 |         | 31:27(12:13) |                               | Palais des sports d'El Menzah, Tunis |

### Mecze o miejsca 1–4
|  |                          |                          |           |                        |    |        |        |       |
|  | Półfinały                | Półfinały                | Półfinały |                        |    | Finał  | Finał  | Finał |
|  | Półfinały                | Półfinały                | Półfinały |                        |    | Finał  | Finał  | Finał |
|  | 18 stycznia 2006 16:30   |                          |           |                        |    |        |        |       |
|  |                          |                          |           |                        |    |        |        |       |
|  | Angola                   | Angola                   | 29        |                        |    |        |        |       |
|  | Angola                   | Angola                   | 29        | 20 stycznia 2006 18:30 |    |        |        |       |
|  | Wybrzeże Kości Słoniowej | Wybrzeże Kości Słoniowej | 28        |                        |    |        |        |       |
|  | Wybrzeże Kości Słoniowej | Wybrzeże Kości Słoniowej | 28        |                        |    | Angola | Angola | 32    |
|  | 18 stycznia 2006 16:30   |                          |           |                        |    | Angola | Angola | 32    |
|  |                          |                          | Tunezja   | Tunezja                | 30 |        |        |       |
|  | Tunezja                  | Tunezja                  | Tunezja   | Tunezja                | 30 | 24     |        |       |
|  | Tunezja                  | Tunezja                  |           |                        |    |        |        |       |
|  | Kongo                    | Kongo                    | 21        |                        |    |        |        |       |
|  | Kongo                    | Kongo                    | 21        | Mecz o 3. miejsce      |    |        |        |       |
|  |                          |                          |           |                        |    |        |        |       |
|  | 19 stycznia 2006 16:30   |                          |           |                        |    |        |        |       |
|  |                          |                          |           |                        |    |        |        |       |
|  | Kongo                    | Kongo                    | 22        |                        |    |        |        |       |
|  | Kongo                    | Kongo                    | 22        |                        |    |        |        |       |
|  | Wybrzeże Kości Słoniowej | Wybrzeże Kości Słoniowej | 15        |                        |    |        |        |       |
|  | Wybrzeże Kości Słoniowej | Wybrzeże Kości Słoniowej | 15        |                        |    |        |        |       |

| 18 stycznia 200616:30 | Angola | 29:28 (pd.)(20:20, 25:25) | Wybrzeże Kości Słoniowej | Palais des sports d'El Menzah, Tunis |
| 18 stycznia 200616:30 |        | 29:28 (pd.)(20:20, 25:25) |                          | Palais des sports d'El Menzah, Tunis |

| 18 stycznia 200616:30 | Tunezja | 24:21(11:11) | Kongo | Palais des sports du 14-Janvier, Radis |
| 18 stycznia 200616:30 |         | 24:21(11:11) |       | Palais des sports du 14-Janvier, Radis |

| 20 stycznia 200618:30 | Angola | 32:30(18:15) | Tunezja | Palais des sports du 14-Janvier, Radis |
| 20 stycznia 200618:30 |        | 32:30(18:15) |         | Palais des sports du 14-Janvier, Radis |

| 19 stycznia 200616:30 | Kongo | 22:15(11:6) | Wybrzeże Kości Słoniowej | Palais des sports d'El Menzah, Tunis |
| 19 stycznia 200616:30 |       | 22:15(11:6) |                          | Palais des sports d'El Menzah, Tunis |

## Klasyfikacja końcowa
| Miejsce | Reprezentacja                 | Uwagi          |
| ------- | ----------------------------- | -------------- |
| złoto   | Angola                        | awans: MŚ 2007 |
| srebro  | Tunezja                       | awans: MŚ 2007 |
| brąz    | Kongo                         | awans: MŚ 2007 |
| 4       | Wybrzeże Kości Słoniowej      | -              |
| 5       | Kamerun                       | -              |
| 6       | Demokratyczna Republika Konga | -              |
| 7       | Gabon                         | -              |

## Nagrody indywidualne
Nagrody indywidualne zdobyły:
| Najlepsza bramkarka | Najlepsza lewoskrzydłowa | Najlepsza prawoskrzydłowa | Najlepsza lewa rozgrywająca | Najlepsza środkowa rozgrywająca | Najlepsza prawa rozgrywająca | Najlepsza obrotowa | MVP            |
| ------------------- | ------------------------ | ------------------------- | --------------------------- | ------------------------------- | ---------------------------- | ------------------ | -------------- |
| Nour Naïri          | Céline Dongo             | Kibamba Nkembo            | Gisèle Donguet              | Raja Toumi                      | Ilda Bengue                  | Elzira Tavares     | Gisèle Donguet |